# Сфакья

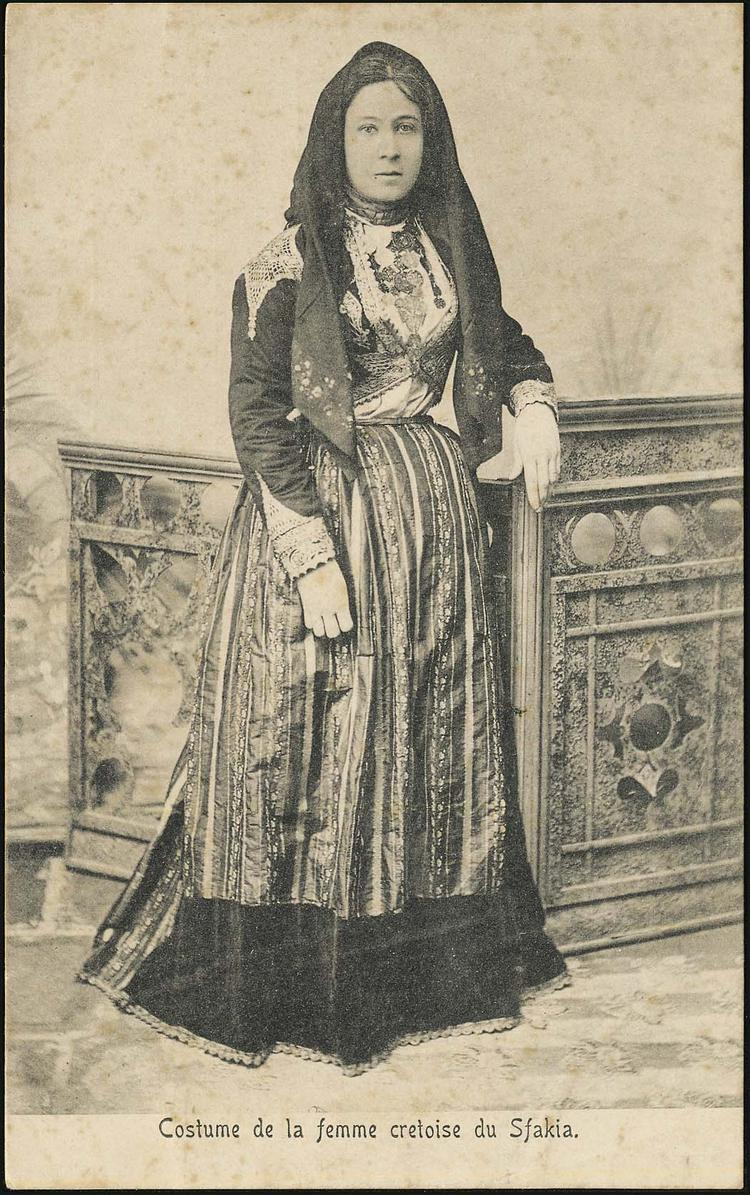
Девушка в традиционном костюме Сфакьи

Сфакья́ (греч. Σφακιά) — область на Крите. Входит в одноимённую общину (дим) с административным центром в Хора-Сфакионе. В области доминируют горы Лефка-Ори с высочайшим пиком Пахнес высотой 2452 метра над уровнем моря. Сфакья находится в юго-восточной части периферийной единицы Ханьи.

## История
Древний город Анополис находился в районе современной одноимённой деревни. По соседству находился город Арадин (Αραδήν) в районе современной деревни Арадены. Эти города и Пикиласос были в числе 30 городов Крита, которые в 183 году до н. э. заключили договор с пергамским царем Эвменом II. Также в древности были известен город Финик (Φοίνιξ, Деян. 27:12), ныне деревня Лутро, а также Тара, которая чеканила свою монету. В 1645 году после падения Ханьи турки пытались захватить Сфакью. Жители оказали ожесточенное сопротивление. После захвата Сфакьи турки убили много местных жителей и уничтожили деревни в области. В 1770 году сфакиоты восстали против турок под предводительством Даскалоянниса. Даскалояннис рассчитывал на поддержку Алексея Орлова. Восстание было жестоко подавлено, Анополис и Арадин были разрушены. Во время Греческой революции 1821 года сфакиоты первыми на Крите выступили против турок, а также сформировали временное правительство под названием «Канцлерство Сфакьи». Сфакиоты одержали ряд побед над турками. В последующих критских восстаниях сфакиоты также играли ведущую роль. После Критской операции 1941 года в Хора-Сфакионе происходила эвакуация союзников. Во время оккупации Греции странами «оси» в Сфакье готовили партизан, гавани Сфакьи часто использовались союзниками для десанта.